# Wanda Ventham
Wanda Ventham (Brighton; 5 de agosto de 1935) es una actriz británica, conocida por su papel de la coronel Virginia Lake en la serie de ciencia ficción UFO, y por su papel recurrente como Pamela Parry en la serie Only Fools and Horses (1989-1992). También apareció en dos episodios de El Santo junto a Roger Moore. Es la madre del actor Benedict Cumberbatch.

## Primeros años
Wanda es hija de Gladys Frances Ventham (nacida Holtham) y de Frederick Howard Ventham. En un principio mantuvo aspiraciones de convertirse en una artista y asistió a la escuela de arte durante un año, trabajando como pintora escénica para el Connaught Theatre durante sus vacaciones escolares. Fue su exposición al teatro profesional lo que la impulsó a dejar la escuela de arte y de seguir una carrera de actuación. Se formó en la Central School of Speech and Drama.

## Carrera
El primer papel de Ventham fue en My Teenage Daughter (1956), con Anna Neagle y Sylvia Syms. También apareció en Carry On Cleo (1964) y en Carry On Up the Khyber (1968).
Los numerosos créditos televisivos de Ventham incluyen papeles recurrentes en Heartbeat como Fiona Weston, Hetty Wainthropp Investigates y The Rag Trade como Shirley. Ella apareció en el papel principal en la parte 15 de la serie  The Lotus Eaters (1972 a 1973), con Ian Hendry, e hizo una aparición especial en Rutland Weekend Television. Ella estuvo en un episodio de "Danger Man", y la serie The Prisoner, en sitcoms Executive Stress y Next of Kin.
Ha aparecido en Doctor Who en tres ocasiones a lo largo de tres décadas: como Jean Rock en The Faceless Ones (1967), Image of the Fendahl (1977) y Time and the Rani (1987). Su aparición en The image of the Fendahl era antagonista a Denis Lill. Posteriormente, Lill y Ventham trabajaron juntos en A Family at War
En enero del 2014, Wanda Ventham y su esposo Timothy Carlton aparecieron en dos episodios de la tercera temporada de la serie Sherlock de la BBC como los padres de Sherlock Holmes, que es interpretado por su hijo Benedict Cumberbatch, y nuevamente en el último episodio de la temporada 4 en 2017.

## Vida personal
Ventham conoció al actor Timothy Carlton en 1970 durante el rodaje de la serie de drama A Family At War  y han estado casados desde abril de 1976. Son los padres del actor Benedict Cumberbatch. Ventham también tiene una hija, Tracy, de su primer matrimonio, con James Tabernacle.